# 2967 Vladisvyat
2967 Vladisvyat là một tiểu hành tinh vành đai chính với chu kỳ quỹ đạo là 2090.5765520 ngày (5.72 năm).
Nó được phát hiện ngày 19 tháng 9 năm 1977.